# X Factor 11 Compilation
X Factor 11 Compilation è una compilation, pubblicata il 1º dicembre 2017. Raccoglie i brani cantati dai concorrenti dell'undicesima edizione di X Factor Italia.

## Tracce
1. Måneskin – Vengo dalla Luna – 3:06 (Caparezza)
2. Lorenzo Licitra – Titanium (versione acustica) – 3:28 (David Guetta)
3. Rita Bellanza – Sally – 4:46 (Vasco Rossi)
4. Samuel Storm – Location – 3:10 (Khalidi)
5. Lorenzo Bonamano – High Hopes – 3:05 (Kodaline)
6. Camille Cabaltera – Team – 3:09 (Iggy Azalea)
7. Gabriele Esposito – Breakeven – 4:12 (The Script)
8. Virginia Perbellini – Rise Up – 4:34 (Andra Day)
9. Enrico Nigiotti – Ho visto Nina volare – 3:07 (Fabrizio De André)
10. ROS – Battito di ciglia – 2:35 (Francesca Michielin)
11. Andrea Radice – Recovery – 3:52 (James Arthur)
12. Sem&Stènn – Let's Go to Bed – 3:25 (The Cure)